# Heerlijkheid Tettnang
De heerlijkheid Tettnang, later ook Montfort-Tettnang, was een tot de Zwabische Kreits behorende heerlijkheid binnen het Heilige Roomse Rijk.
Tettnang was verbonden met het graafschap Bregenz. Ten gevolge van het huwelijk van paltsgraaf Hugo I van Tübingen met Elizabeth van Bregenz kwamen Bregenz, Montfort en Sigmaringen aan hun zoon Hugo, die zich daarna van Montfort noemde.
Na de dood van Hugo II van Montfort in 1260 werd de erfenis omstreeks 1270 verdeeld door zijn zoon:
- Rudolf II kreeg Feldkirch (uitgestorven in 1390)
- Ulrich I kreeg Bregenz en Sigmaringen (uitgestorven in 1338)
- Hugo III kreeg Tettnang (uitgestorven in 1787)

Na het uitsterven van Montfort-Bregenz in 1338, kwam Bregenz aan Montfort-Tettnang, waarna er een nieuwe deling plaatsvond in 1352:
- Willem III kreeg Bregenz (uitgestorven in 1787)
- Hendrik IV kreeg Tettnang (uitgestorven in 1564)

De zoons van Hendrik IV delen opnieuw de erfenis:
- Ulrich V kreeg Tettnang (uitgestorven in 1520)
- Hugo XIII kreeg Rothenfels (uitgestorven in 1564)

Na het uitsterven van Montfort-Tettnang in 1520 vond een hereniging plaats met Rothenfels. Toen ook deze tak in 1564 uitstierf kwam Tettnang aan de tak Bregenz. Deze tak had inmiddels in 1451 en 1523 het graafschap Bregenz aan Oostenrijk verkocht, zodat het gebied door de successie niet groter werd.
Het verval van de familie zette door: op 21 maart 1567 werd het graafschap Rothenfels verkocht aan Königsegg en op 3 september 1593 de heerlijkheid Wasserburg aan Fugger. Ten slotte werd ook de heerlijkheden Tettnang, Argen en Schomburg in 1779 aan Oostenrijk verkocht. Het huis stierf uit met de broer van de laatste graaf, Anton III, in 1787.

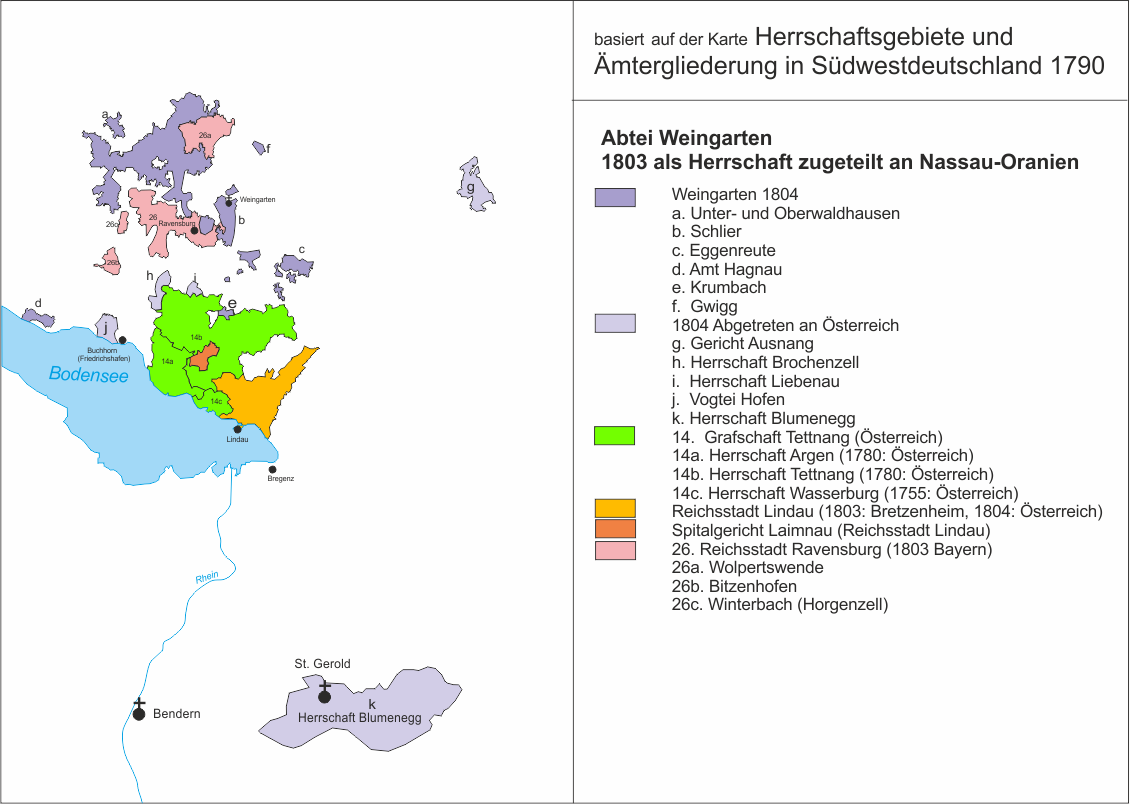
kaart van het graafschap Tettnang en enige naburige gebieden

Oostenrijk verenigde de nieuwe aanwinsten met de heerlijkheid Wasserburg, die sinds 1755 in haar bezit was tot het nieuwe graafschap Tettnang.
Artikel 8 van de Vrede van Presburg van 26 december 1805 kende de heerlijkheid Tettnang met Argen toe aan het koninkrijk Beieren. Het grensverdrag van 18 mei 1810 tussen de koninkrijken Beieren en Württemberg voegde het grootste deel van het voormalige graafschap bij Württemberg, Wasserburg bleef bij Beieren.
Regenten
| regering    | naam                    | geboren    | overleden  | familie        |
| ----------- | ----------------------- | ---------- | ---------- | -------------- |
| 1439-1494   | Ulrich V                | 1439       | 29-10-1495 |                |
| 1494-1520   | Ulrich VII              | voor 1484  | 23-4-1520  | zoon           |
| 1520-1564   | Hugo XVI                | circa 1500 | 21-11-1564 | tak Rothenfels |
| 1564-1573   | Jakob I                 | circa 1530 | 1573       | tak Bregenz    |
| 1573-1619   | Johan VI                | circa 1560 | 21-2-1619  | zoon           |
| 1619-1623/5 | Johan VII               | voor 1598  | 1623/5     | zoon           |
| 1623-       | Hugo IV                 | 1-4-1599   | 2-7-1662   | broer          |
| 1662-1686   | Johann VIII             | 25-11-1627 | 12-9-1686  | zoon           |
| 1686-1733   | Anton II                | 26-11-1670 | 7-12-1733  | zoon           |
| 1733        | Maximiliaan Jozef Ernst | 20-1-1700  | 17-3-1759  | zoon           |
| 1759-1780   | Frans Xaver             | 3-11-1722  | 24-3-1780  | zoon           |